# Nemotelus rumelicus
Nemotelus rumelicus är en tvåvingeart som beskrevs av Beschovski och Manassieva 1996. Nemotelus rumelicus ingår i släktet Nemotelus och familjen vapenflugor.
Artens utbredningsområde är Bulgarien. Inga underarter finns listade i Catalogue of Life.